# Al-Qastal

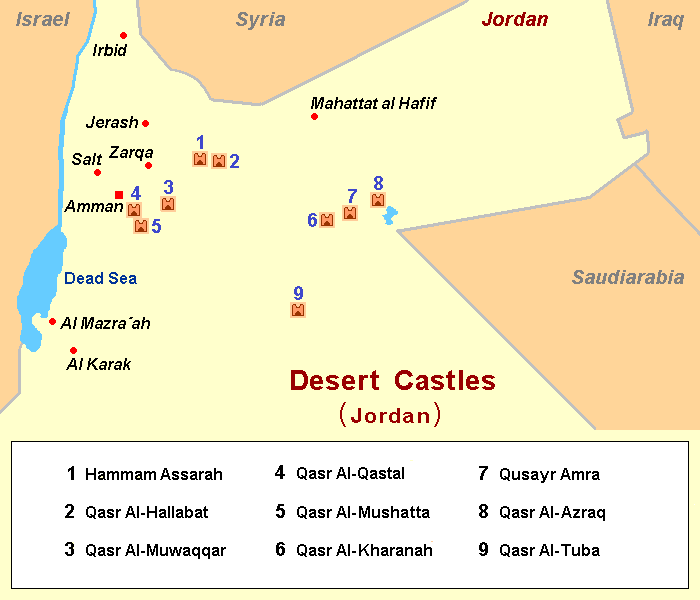
Al-Qastal está ubicada en la parte izquierda de la imagen, enumerado con el número 4.

Al Qastal es una ciudad de la Gobernación de Amán del nordeste de Jordania, a unos 24 km al sudeste de la ciudad de Amán, muy cerca de la autopista que lleva al aeropuerto. Fundada por los omeyas, es una de las ciudades más antiguas y mejor conservadas del Cercano Oriente. El minarete de Qastal es especialmente importante, ya que es el único que permanece del periodo omeya y uno de los más antiguos del mundo. El castillo de Al Qastal, situado en la ciudad, es uno de los castillos del desierto, y se encuentra a sólo 5 kilómetros del castillo de Mushatta.

## Historia
Evidencias textuales del poeta Kuthayyir Azza indican que el complejo de Al Qastal fue construido originalmente por el califa Yazid bin Abd al-Malik entre 720 y 724. El hecho de que Al Qastal estuviera acabado, mientras Mushatta nunca se acabara, demuestra que es uno de los más antiguos de la región. Algunas lápidas de Al Qastal indican que después de la caída de los omeyas fue utilizado por los abásidas. Cuando los abásidas cayeron, permaneció abandonado un tiempo y más tarde lo ocuparon los mamelucos y los ayubíes, que dejaron tras de sí pequeños edificios añadidos.

## El castillo
Quasir Al Qastal fue un palacio omeya. El edificio fortificado tiene una planta casi cuadrada de 63 por 72 metros de lado. El muro exterior del palacio tenía doce torres semicirculares a intervalos entre las cuatro torres más grande de las esquinas. La planta baja comprendía una sala de entrada, un patio y seis habitaciones grandes. El piso superior comprendía otra serie de habitaciones y la sala de audiencias del palacio con un triple ábside. Originalmente, el palacio fue decorado con relieves y mosaicos muy similares a los encontrados en el castillo de Al Hallabat. Destaca un mosaico en el suelo de las habitaciones norte y sur del palacio; ambos tienen unos diez metros cuadrados y una extraordinaria calidad.
Cerca del palacio había dos lugares de interés, una mezquita pequeña y un cementerio. Junto a la mezquita hay uno de los minaretes más antiguos del mundo, conocido como el minarete de Al Qastal. Las tumbas del cementerio son interesantes porque están orientadas hacia Jerusalén y en oposición a La Meca. El agua para el palacio se obtenía de un amplio depósito de piedra, así como de setenta pequeñas cisternas que combinadas tenían una capacidad de dos millones de metros cúbicos de agua. Actualmente, el palacio permanece en ruinas, salvo una pequeña parte que ha sido convertido en una casa moderna.